# Hilaira dapaensis
Hilaira dapaensis là một loài nhện trong họ Linyphiidae.
Loài này thuộc chi Hilaira. Hilaira dapaensis được Jörg Wunderlich miêu tả năm 1983.